# Sinjadalen

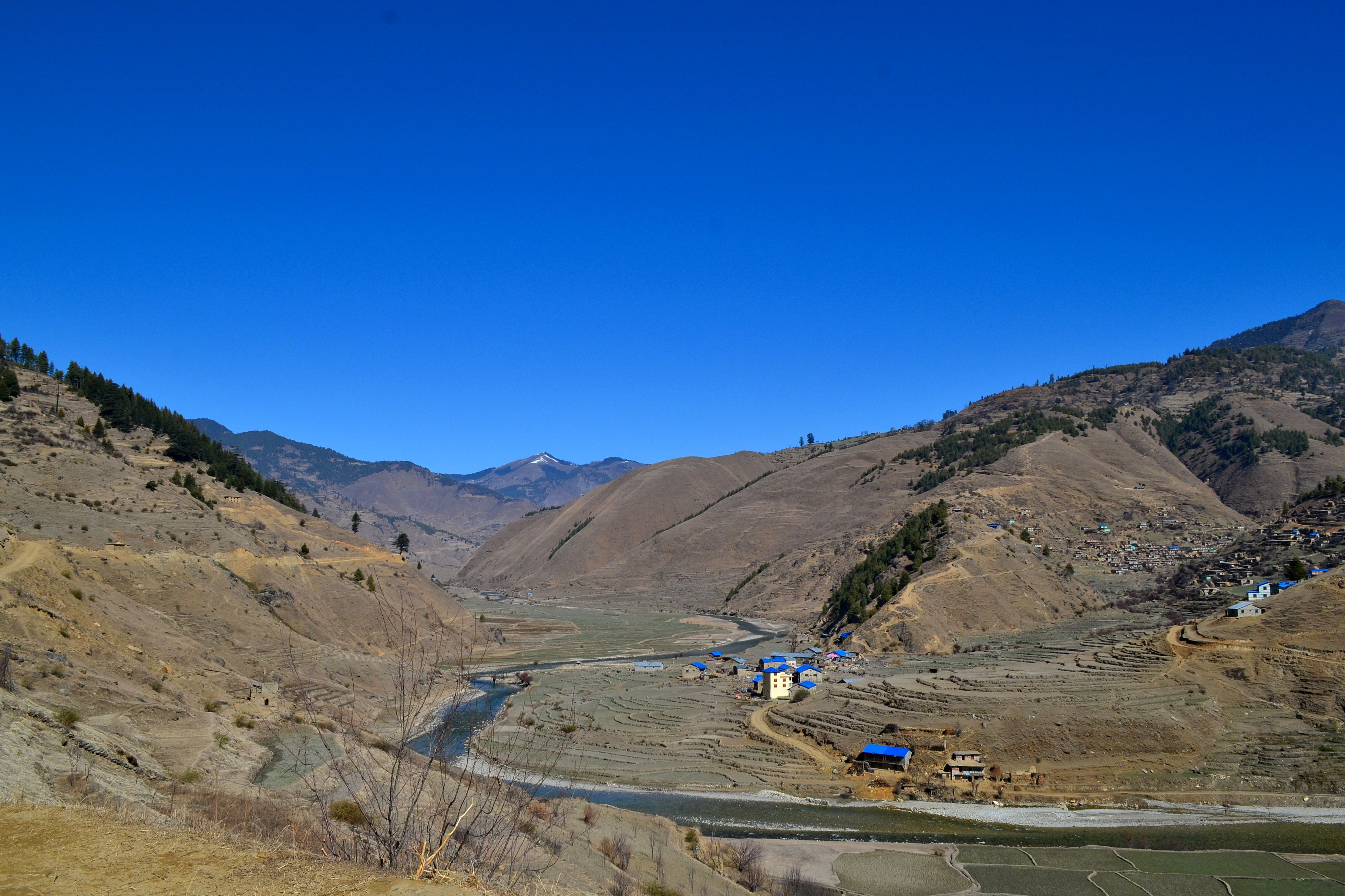
Sinjadalen.

Sinjadalen ligger i distriktet Jumla i Karnali, Nepal.
I dalen finns forntida huvudstaden i kungariket Khasa som kontrollerade området från 1100- till 1300-talet. Palats, tempel och formlämningar efter en bosättning har avtäckts under arkeologiska utgrävningar ledda av Department of Archaeology på Universitetet i Cambridge. Betydande fynd i området är ett stort nätverk med underjordsrör för vattenleveranser men också en ring med massiva monolitkolonner i sten omkring bosättningen.
På hällarna i dalen har man hittat några av de äldsta skrivna exemplen på nepali.

## Världsarvsstatus
Den 30 januari 2008 sattes Sinjadalen upp på Nepals tentativa världsarvslista